# 207763 Oberursel
207763 Oberursel è un asteroide della fascia principale. Scoperto nel 2007, presenta un'orbita caratterizzata da un semiasse maggiore pari a 3,0148419 UA e da un'eccentricità di 0,1312468, inclinata di 3,19506° rispetto all'eclittica.
L'asteroide è dedicato all'omonima località tedesca.